# Daniel Mougel
Pour les articles homonymes, voir Mougel.
Daniel Mougel, né le 17 septembre 1957 à Cornimont, est un skieur alpin français.

## Biographie
Originaire de La Bresse dans le département français des Vosges, il est marié à la skieuse alpine Marina Laurençon (en) et est le père de Laurie Mougel, elle aussi skieuse alpine.

## Résultats

### Championnats du monde
- 1978 : Championnats du monde : Abandon en slalom
- 1985 : Championnats du monde : 7e en slalom
- 1987 : Championnats du monde : Abandon en slalom

### Coupe du monde
- 1986 : meilleur résultat au classement général : 66e en Coupe du monde de ski alpin
- 1986 : un podium lors de la Coupe du monde de ski alpin (3e de l'épreuve de slalom de Berchtesgaden le 14 janvier 1986)

### Championnats de France
- 1979 : Champion de France de slalom spécial[4]